# Reina Sudamericana 2005
La 15.a versión del concurso de belleza Reina Sudamericana se llevó a cabo en el Hotel Portales de Cochabamba, Bolivia, en octubre de 2005, resultando como ganadora la representante de Colombia, Diana Milena Cepeda Castro.

## Resultados
| Resultado                  | Candidata                      |
| -------------------------- | ------------------------------ |
| Reina Sudamericana 2005    | Colombia - Diana Milena Cepeda |
| Virreina Sudamericana 2005 | Ecuador - Priscila del Salto   |
| 1.a Finalista              | Venezuela - Jictzad Viña       |
| 2.a Finalista              | Perú - Fiorella Castellano     |
| 3.a Finalista              | Paraguay - Emilce Gómez        |

## Candidatas
11 candidatas participaron en el concurso.
| País      | Candidata                             | Edad | Estatura (cm) | Procedencia |
| --------- | ------------------------------------- | ---- | ------------- | ----------- |
| Argentina | Evangelina María García Lami          | 26   | 1.73          | Salta       |
| Bolivia   | Viviana Méndez Rivero                 | 19   | 1.76          | Santa Cruz  |
| Brasil    | Francielly de Oliveira Araújo         | 19   | 1.80          | Gurupi      |
| Chile     | Eugenia Carolina Passalacqua Hucke    | 21   | 1.73          | Rapa Nui    |
| Colombia  | Diana Milena Cepeda Castro            | 23   | 1.73          | Cúcuta      |
| Ecuador   | Priscila Verónica del Salto Astudillo | 21   | 1.73          | Machala     |
| Panamá    | Magela Irene Boris Kinkead            | 19   | 1.82          | Panamá      |
| Paraguay  | Emilce Rossana Gómez Cabral           | 23   | 1.73          | Asunción    |
| Perú      | María Fiorella Castellano García      | 18   | 1.82          | Lima        |
| Uruguay   | Viviana Antonela Arena Galvalisi      | 23   | 1.75          | Salto       |
| Venezuela | Jictzad Nakarhyt Viña Carreño         | 22   | 1.83          | Carúpano    |